# Польской, Григорий Афанасьевич
Григорий Афанасьевич Польской (ок. 1784 — 1860) — русский морской офицер, русский генерал-лейтенант флота.

## Биография
В 1796 году поступил кадетом в Черноморский корпус. 22 апреля произведен в гардемарины.  10 июня 1804 года произведён в чин мичмана. В 1804—1808 годах ходил к Корфу и плавал в Средиземном море в эскадре вице-адмирала Д. Н. Сенявина. 
В 1809 году на корабле «Дерзкий» был в кампании на Венецианском рейде. В 1810 году возвратился берегом в Николаев и 1 марта был произведён в чин лейтенанта. В кампанию 1811 года на фрегате «Крепкий» крейсировал в Чёрном море. В 1812-1813 годах командовал брандвахтенной канонерской лодкой №24 на севастопольском рейде. В 1814 году был у проводки линейного корабля «Кульм» от Николаева до Севастополя. В 1816 году командирован в Черниговскую губернию для привода рекрутов и затем командуя транспортом «Дунай» крейсировал между Севастополем и Феодосией. В 1817-1818 годах командовал бригантиной «Николай». В 1819 году на линейном корабле «Максим Исповедник» крейсировал в Чёрном море. В 1820 году командовал тендером «Дионисий». 16 марта 1821 года произведен в капитан-лейтенанты. В 1823 году на корабле «Император Франц» крейсировал в Чёрном море. В 1824-1825 годах командовал брандвахтенной бригантиной «Иль-Фортунат» на севастопольском и керченском рейдах. 
26 ноября 1826 года был награждён орденом Св. Георгия 4-й степени. В 1827 году командовал транспортом «Мария» у крымских берегов. В 1828 году, командуя 44-пушечным фрегатом «Евстафий», участвовал при взятии крепости Анапы и при атаке Варны, за что был награждён золотой саблей с надписью «За храбрость» и орденом Св. Анны 2-й степени. 1 января 1829 года произведён в чин капитана 2-го ранга и, командуя тем же фрегатом, участвовал во взятии крепости Сизополь эскадрой контр-адмирала М. Н. Кумани. Затем командовал кораблем «Скорый». 
В 1830 году находился при Сизополе, на острове Кириос и мысе Св. Троицы — заведующим лазаретом и карантином. Командуя линейным кораблем «Париж», перевозил войска и грузы из Турции в Черноморские порты. В 1831—1832 годах командовал 28-м флотским экипажем, а в 1834—1838 годах — 38-м флотским экипажем в Севастополе. 6 декабря 1831 года произведен в капитаны 1-го ранга. Командуя кораблем «Париж» участвовал в Босфорской экспедицией и за отличие награжден орденом Св. Станислава II степени и турецкой золотой медалью. 1 января 1839 года произведён в чин генерал-майора по флоту и назначен командиром бригады ластовых экипажей Черноморского флота. 22 сентября 1842 года «за 35-ти летнюю беспорочную службу» награжден орденом Св. Владимира IV степени. 11 декабря 1846 года награжден орденом Св. Владимира III степени. 1 января 1848 года назначен и. д. инспектора ластовых экипажей. 21 ноября 1851 года назначен начальником штаба инспектора ластовых команд, рабочих экипажей и арестанских рот Черноморского флота. В 1855 году произведён в чин генерал-лейтенанта с назначением членом общего присутствия интендантства. В 1857 году назначен состоять по морскому министерству.
Жена: дочь И. Х. Сиверса, Вильгемина Ивановна.